# Jane Sloman
Jane Sloman (15 décembre 1824 - après 1850) est une pianiste, chanteuse et compositrice britannique qui a vécu la plus grande partie de sa vie aux États-Unis. Elle fit ses débuts de pianiste de concert au Niblo's Gardens à New York en 1841. Elle joua également à Boston et Philadelphie et apparemment termina sa carrière de concertiste en 1850,.

## Œuvres
- Roll On Silver Moon (1848)
- Forget Thee (1841)

## Source
- (en) Cet article est partiellement ou en totalité issu de l’article de Wikipédia en anglais intitulé « Jane Sloman » (voir la liste des auteurs).